# János Hadik
János Hadik von Futak, född 23 november 1863 i Páloc, död 10 december 1933 i Budapest, var en ungersk greve och politiker. Han var släkt med Andreas Hadik von Futak och bror till Miksa Hadik, envoyé i Stockholm.
Hadik blev 1901 medlem av ungerska parlamentet, var 1906–10 statssekreterare vid inrikesministeriet (under inrikesminister Gyula Andrássy) och därefter oppositionens ledare i parlamentets överhus (magnatkammaren). Hadik var livsmedelsminister i ministären Sándor Wekerle augusti 1917 till januari 1918 och utsågs den 31 oktober 1918 till ungersk ministerpresident, men hann ej bilda någon ministär, innan revolutionen samma dag utbröt. Han var sedermera president i livsmedelskommissionen.